# Verbraucherschutzverein Berlin/Brandenburg
Der Verbraucherschutzverein Berlin/Brandenburg e. V. (VSVBB) ist ein bundesweit aktiver Verein mit Hauptsitz in Berlin. Der VSVBB ist als gemeinnützig anerkannt und gemäß seiner Satzung unabhängig und demokratisch organisiert. Erste Vorsitzende des VSVBB ist seit April 2022 Angelika Menze.

## Ziele
Der VSVBB hat es sich zum Ziel gesetzt, Verbraucher über ihre Rechte zu informieren und diese dabei zu unterstützen, bestehende Ansprüche selbstständig durchzusetzen. Darüber hinaus setzt sich der Verein auf politischer Ebene für die Regulierung digitaler Rechtsschutzangebote ein. Regelmäßig fällt der VSVBB zudem medial mit verschiedenen Forderungen auf. So verlangt der  Verein unter anderem ein uneingeschränktes Glücksspielverbot auf der Streamingplattform Twitch und spricht sich für eine stärkere Förderung von Frauen an deutschen Hochschulen und Universitäten aus.

## Aktivitäten

### Online-Informationsangebot
Auf seiner Website informiert der VSVBB deutsche Verbraucher über verschiedene rechtliche Themen und bietet diesen unter anderem kostenfreie Musterschreiben an, um zum Beispiel zu Unrecht vereinnahmte Bankgebühren eigenständig zurückzufordern. Außerdem macht der VSVBB in seinem Online-Magazin wöchentlich auf aktuelle Verbraucherthemen aufmerksam.

### VSVBB-Behörden-Ranking
Halbjährig veröffentlicht der VSVBB ein bundesweites Behörden-Ranking und wertet die Zufriedenheit der Bewohner von Deutschlands 40 einwohnerreichsten Städten mit den Bürger- und Meldeämtern vor Ort aus. Über diese Rangliste wird stets bundesweit berichtet.